# Una tierra sin pueblo para un pueblo sin tierra

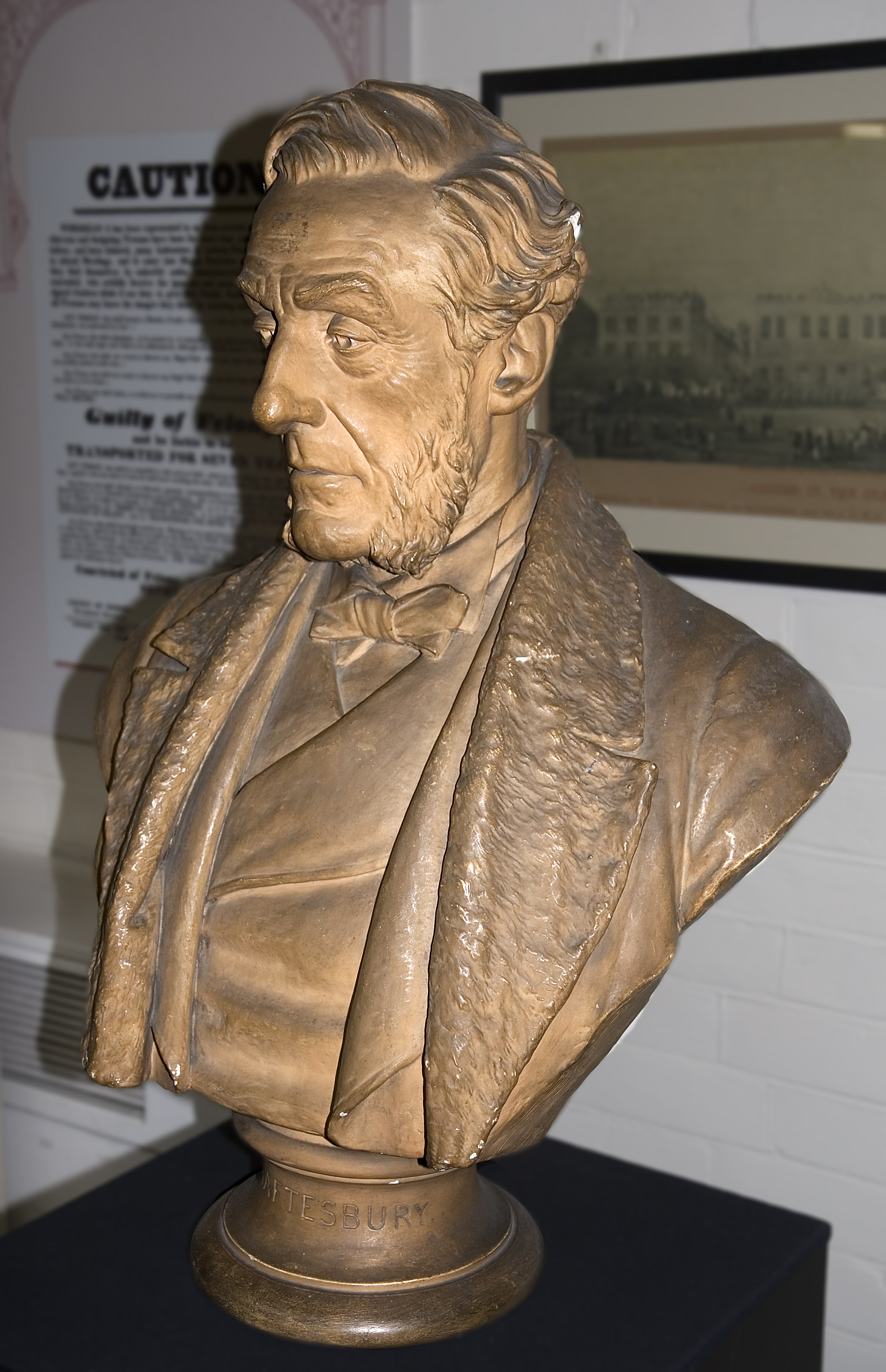
Busto de Anthony Ashley-Cooper, por F. Winter, 1886. En la colección del Museo de Dorset, Dorchester.

«Una tierra sin pueblo para un pueblo sin tierra» (en inglés: "A land without a people for a people without a land") es una frase ampliamente citada asociada con el movimiento para establecer una patria judía en Palestina. Su historicidad y significado son motivo de controversia.
Aunque se convirtió en un lema sionista judío, la frase fue utilizada originalmente en 1843 por un clérigo restauracionista cristiano, y continuó siendo utilizada durante casi un siglo predominantemente por restauracionistas cristianos.
Alan Dowty y Diana Muir han afirmado que esta frase nunca llegó a usarse ampliamente entre los judíos sionistas. Anita Shapira afirma lo contrario: "era común entre los sionistas a finales del XIX y principios del XX".

## Historia

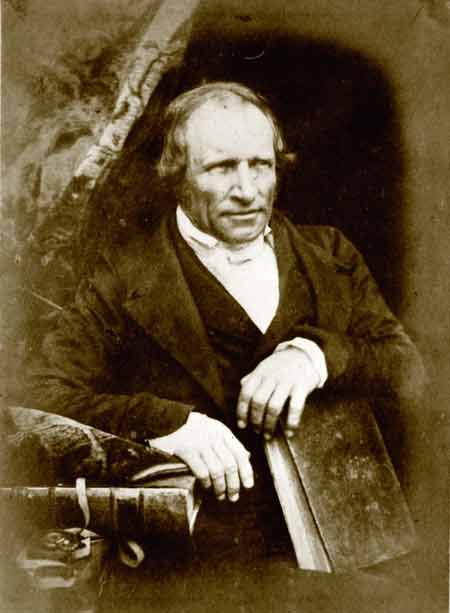
Reverendo Dr. Alexander Keith

Uno de los primeros usos de la frase fue por parte del clérigo cristiano y restauracionista Alexander Keith. Tras una expedición a la Palestina otomana en 1839, Keith publicó una retrospectiva de su viaje -The Land of Israel (La Tierra de Israel)- en 1843, en la cual escribió sobre los judíos:
"Son, pues, vagabundos por el mundo, que en ninguna parte han encontrado un lugar donde apoyar la planta de sus pies; un pueblo sin país, así como su propia tierra, como se demostrará más adelante, es en gran medida un país sin pueblo."
Su paráfrasis más común, "A land without a people and a people without a land", apareció poco después impresa en una reseña de su libro en 1844 en una revista de la Iglesia libre de Escocia.
En julio de 1853, Anthony Ashley-Cooper, séptimo conde de Shaftesbury, presidente de la Sociedad londinense para la promoción del cristianismo entre los judíos (London Jews' Society and the London Society for Promoting Christianity Amongst the Jews), escribió al primer ministro Aberdeen que la Gran Siria era "un país sin nación" que necesitaba "una nación sin país... ¿Existe tal cosa? ¡Sin duda la hay, los antiguos y legítimos señores del suelo, los judíos!". En mayo del año siguiente, escribió en su diario: "Siria está 'desolada y sin habitantes'; estas vastas y fértiles regiones pronto se quedarán sin gobernante, sin un poder conocido y reconocido que reclame su dominio. El territorio debe ser asignado a alguien... Hay un país sin nación; y Dios ahora, en su sabiduría y misericordia, nos dirige hacia una nación sin país". En 1875, Shaftesbury declaró ante la asamblea general anual del Fondo para la Exploración de Palestina: "Tenemos allí una tierra rebosante de fertilidad y rica en historia, pero casi sin habitantes; un país sin pueblo, y ¡miren!, esparcido por el mundo, un pueblo sin país".
Entre las variantes de la expresión en uso en las eras presionistas y preestatales se incluyen "un país sin pueblo para un pueblo sin país", "una tierra sin nación para una nación sin tierra".  Según Edward Said, la frase era "una tierra sin pueblo para un pueblo sin tierra".

## Uso de la frase

### Sionistas cristianos y defensores del retorno judío a la región

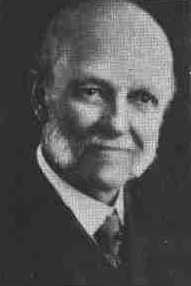
William Eugene Blackstone

William Eugene Blackstone (nacido en 1841) se convirtió en evangelista a la edad de 37 años. Un viaje a Tierra Santa en 1881 lo convirtió en un apasionado restaurador. Como la mayoría de la gente en las décadas de 1880 y 1890, estaba horrorizado por los pogromos instigados por el gobierno que se llevaban a cabo contra los judíos rusos.
El Blackstone Memorial, una declaración de 1891 en apoyo a la conversión de Palestina en un Estado judío, fue firmada por cientos de estadounidenses prominentes y recibió amplia atención. Aunque el memorial no contenía la frase "tierra sin pueblo", poco después de regresar de su viaje a Palestina en 1881, Blackstone escribió, en el contexto de su preocupación por el destino de los judíos de Rusia: "Y ahora, este mismo día, nos enfrentamos al terrible dilema de que estos millones no pueden permanecer donde están y, sin embargo, no tienen otro lugar adonde ir... Esta fase de la cuestión presenta una anomalía asombrosa: una tierra sin pueblo y un pueblo sin tierra".
John Lawson Stoddard, popular orador y autor de libros de viajes, publicó un diario de viaje en 1897 en el que exhorta a los judíos: "Sois un pueblo sin patria; hay una patria sin pueblo. Manteneos unidos. Cumplid los sueños de vuestros antiguos poetas y patriarcas. Regresad, regresad a la tierra de Abraham".
Según Adam Garfinkle, lo que Keith, Shaftesbury, Blackstone, Stoddard y otros cristianos del siglo XIX que usaron esta frase decían era que Tierra Santa no era la sede de una nación, como Japón es la tierra de los japoneses y Dinamarca es la tierra de los daneses. Los habitantes musulmanes y cristianos de habla árabe de la "Tierra Santa" no parecían, a juicio de los cristianos europeos y estadounidenses de aquella época, constituir un pueblo o nación definido por su apego a Palestina; más bien parecían formar parte de los pueblos más amplios: el árabe, el armenio o el griego.

### Israel Zangwill
Israel Zangwill, quien inicialmente fue un sionista convencional pero luego rechazó a Palestina como destino, fue uno de los usuarios más prolíficos de la frase. En 1901, en la New Liberal Review, Zangwill escribió que "Palestina es un país sin pueblo; los judíos son un pueblo sin país".   En un debate en el Club de Artículos en noviembre de ese año, Zangwill afirmó: "Palestina solo tiene una pequeña población de árabes, fellahins y tribus beduinas errantes, sin ley y chantajistas"  "Devolver el país sin pueblo al pueblo sin país. (¡Escuchen!) Porque tenemos algo que dar y algo que recibir. Podemos barrer al chantajista —ya sea un pachá o un beduino—, podemos hacer que el desierto florezca como la rosa y construir en el corazón del mundo una civilización que pueda ser mediadora e intérprete entre Oriente y Occidente". En 1902, Zangwill escribió que Palestina "sigue siendo en este momento un territorio turco casi deshabitado, abandonado y en ruinas".
Sin embargo, al cabo de unos años, las opiniones de Zangwill cambiaron y su uso de la frase adquirió un tono muy diferente. Habiendo "tomado plena conciencia del peligro árabe", dijo a una audiencia en Nueva York, "Palestina ya tiene sus habitantes. El Mmutasarrifato de Jerusalén ya tiene el doble de población que Estados Unidos", dejando a los sionistas la opción de expulsar a los árabes o lidiar con una "gran población extranjera". Trasladó su apoyo al Programa para la Uganda Británica, lo que condujo a una ruptura con el movimiento sionista dominante en 1905.  En 1908, Zangwill declaró ante un tribunal de Londres que había sido ingenuo al pronunciar su discurso de 1901 y que desde entonces se había dado cuenta de "cuál es la densidad de la población árabe", es decir, el doble de la de Estados Unidos. En 1913 fue aún más lejos, atacando a quienes insistían en repetir que Palestina estaba "vacía y abandonada" y lo llamaban traidor por informar lo contrario.
Según Vladímir Jabotinsky, Zangwill le dijo en 1916: "Si quieres darle un país a un pueblo sin país, es una completa locura permitir que sea el país de dos pueblos. Esto solo puede causar problemas. Los judíos sufrirán, al igual que sus vecinos. Una de dos: hay que encontrar un lugar diferente, ya sea para los judíos o para sus vecinos".
En 1917 escribió Lord Shaftesbury: "'Dad el país sin pueblo'  al pueblo sin país'. Por desgracia, fue un error engañoso. El país albergaba a 600.000 árabes".
En 1921, Zangwill escribió: "Si Lord Shaftesbury fue literalmente inexacto al describir a Palestina como un país sin pueblo, esencialmente tenía razón, pues no hay ningún pueblo árabe viviendo en íntima fusión con el país, utilizando sus recursos y marcándolo con una impronta característica: hay, en el mejor de los casos, un campamento árabe, cuya disolución arrojaría sobre los judíos el trabajo manual real de la regeneración y les impediría explotar a los fellahin, cuyos números y salarios más bajos son además un obstáculo considerable para la inmigración propuesta desde Polonia y otros centros judíos que sufren".

### Sionistas judíos
En 1914, Chaim Weizmann, quien posteriormente sería presidente del Congreso Sionista Mundial y primer presidente del Estado de Israel, declaró: "En su etapa inicial, el sionismo fue concebido por sus pioneros como un movimiento que dependía completamente de factores mecánicos: existe un país llamado Palestina, un país sin pueblo, y, por otro lado, existe el pueblo judío, que no tiene país. ¿Qué más se necesita, entonces, que encajar la joya en el anillo, para unir a este pueblo con este país? Por lo tanto, los dueños del país [¿los turcos otomanos?] deben estar persuadidos y convencidos de que esta unión es ventajosa, no solo para el pueblo [judío] y para el país, sino también para ellos mismos".

### Estado de Israel

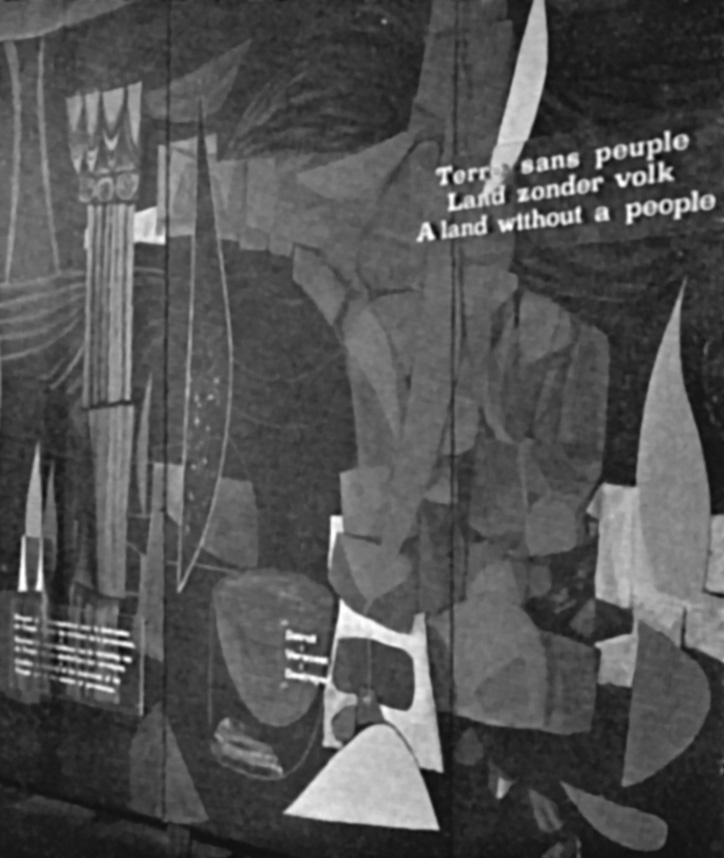
Mural en el pabellón israelí de la Expo 58

Con motivo del décimo aniversario de su independencia, Israel presentó un pabellón en la Feria Mundial de Bruselas de 1958. El diseño de la exhibición fue elegido por un comité de israelíes prominentes dirigido por David Hacohen y aprobado por el gobierno.  Después de pasar por la entrada, los visitantes atravesaban el "corredor del exilio" (׳פרוזדור הגלות). En la pared derecha había un mural de Naphtali Bezem con las palabras "Una tierra sin pueblo" en francés, holandés e inglés, sobre una impresión de la tierra desolada y "destruida". En la pared izquierda estaba escrito "Un pueblo sin tierra", representando la destrucción a manos de los romanos, la expulsión de España y el Holocausto. No se menciona ningún logro de los judíos en la diáspora.

### Afirmaciones de que no era un eslogan sionista judío
El historiador Alan Dowty citó a Garfinkle diciendo que la frase no fue utilizada por otros líderes sionistas excepto Zangwill.
Diana Muir argumentó que la frase estaba prácticamente ausente de la literatura sionista preestatal, escribiendo que, con la excepción de Zangwill, "no es evidente que este haya sido alguna vez el lema de ninguna organización sionista ni que lo empleara ninguna de las figuras principales del movimiento. Solo unos pocos artículos y libros sionistas preestatales la utilizan. Para una frase tan ampliamente atribuida a los líderes sionistas, es notablemente difícil de encontrar en el registro histórico".  Propone que: "A menos que surjan pruebas de su amplio uso por parte de publicaciones y organizaciones sionistas, la afirmación de que "una tierra sin pueblo para un pueblo sin tierra" era un "lema sionista ampliamente difundido" debería retirarse".
Adam Garfinkle también duda de que la frase fuera de uso generalizado entre los sionistas. Después de afirmar que esta era una frase en uso entre los cristianos, escribe: "Si bien hubo sionistas tempranos que validaron esa frase, no lo hicieron fácilmente ni por mucho tiempo".

### Opositores al sionismo
La frase ha sido citada ampliamente por políticos y activistas políticos que se oponen a las afirmaciones sionistas, incluido el mufti de Jerusalén, Amin al-Husayni, quien declaró que "¡Palestina no es una tierra sin pueblo para un pueblo sin tierra!."  El 13 de noviembre de 1974, el líder de la Organización para la Liberación de Palestina, Yasir Arafat, dijo a las Naciones Unidas: "A nuestro pueblo le duele enormemente presenciar la propagación del mito de que su patria era un desierto hasta que se hizo florecer por el trabajo de los colonos extranjeros, que era una tierra sin pueblo".  En su "Declaración de Independencia" del 14 de noviembre de 1988, el Consejo Nacional Palestino acusó a las "fuerzas locales e internacionales" de "intentos de propagar la mentira de que 'Palestina es una tierra sin pueblo'".  Salman Abu Sitta, fundador y presidente de la Palestine Land Society, llama a la frase "una mentira perversa para dejar sin hogar al pueblo palestino". Hanan Ashrawi ha calificado esta frase como evidencia de que los sionistas "intentaron negar la existencia misma y la humanidad de los palestinos".
Según Diana Muir, el primer uso identificado de la frase por un oponente del sionismo ocurrió poco después de que el gobierno británico emitiera la Declaración Balfour.  Muir también cita otros usos anteriores a la condición de Estado, incluido uno en 1918 por Ameen Rihani, un nacionalista árabe cristiano libanés-estadounidense, que escribió: "Yo incluso diría... 'Denle la tierra sin pueblo al pueblo sin tierra' si Palestina realmente no tuviera pueblo y si los judíos realmente no tuvieran tierra". Rihani argumentó que los judíos no necesitaban una patria en Palestina porque en el resto del país disfrutaban de "igualdad de derechos y oportunidades, por decir lo menos". Y un uso por parte de alguien que Muir describe como un arabista académico de principios del siglo XX que escribió que "su propio lema, 'La tierra sin pueblo para el pueblo sin tierra', era un insulto a los árabes del país". El periodista estadounidense William McCrackan afirmó: "Solíamos leer en nuestros periódicos el lema del sionismo: ‘Devolver un pueblo a una tierra sin pueblo’, cuando la verdad era que Palestina ya estaba bien poblada, con una población que crecía rápidamente por causas naturales".

## Eruditos
La opinión académica sobre el significado de la frase está dividida:

### Como expresión de la visión sionista de una tierra vacía
Una interpretación común de la frase ha sido como una expresión de que la tierra está vacía de habitantes.  Otros han argumentado que en la frase, "un pueblo" se define como una nación.  El historiador Keith Whitelam y el activista cristiano Mitri Raheb afirman que los sionistas usaron esta frase para presentar a Palestina como un lugar "sin habitantes".
El crítico y teórico literario Edward Said, quien lo sostuvo como un ejemplo de un tipo de pensamiento que pretende "cancelar y trascender una realidad actual —un grupo de árabes residentes— mediante un deseo futuro: que la tierra quede vacía para el desarrollo de una potencia más merecedora".  En su libro La cuestión de Palestina, Said cita la frase con esta redacción: "Una tierra sin pueblo para un pueblo sin tierra". S. Ilan Troen y Jacob Lassner consideran que la omisión por parte de Said del artículo indefinido "un" en "un pueblo" constituye una "distorsión" del significado y sugieren que se hizo "quizás maliciosamente" con el propósito de que la frase adquiriera el significado que Said y otros le atribuyen: que los sionistas creían que la tierra era, o querían convertirla, en una tierra "sin pueblo".  El historiador Adam Garfinkle critica a Said por escribir "sin pueblo" en lugar de "sin un pueblo", lo que, según él, cambia sustancialmente el significado.
El historiador Rashid Khalidi coincide con Said, interpretando el lema como una expresión de la afirmación sionista de que Palestina estaba vacía: "En los inicios del movimiento sionista, muchos de sus partidarios europeos -y otros- creían que Palestina estaba vacía y escasamente cultivada. Esta visión fue ampliamente difundida por algunos de los principales pensadores y escritores del movimiento, como Theodor Herzl, Chaim Nachman Bialik y Max Mandelstamm. Se resumió en el lema sionista, ampliamente difundido, "Una tierra sin pueblo para un pueblo sin tierra"".  Muir criticó a Khalidi por no reconocer la distinción entre "un pueblo" y pueblo. Citando dos ejemplos de la interpretación de Khalidi de "un pueblo" como una frase que se refiere a una población identificada étnicamente, lo acusa de "malinterpretar la frase 'un pueblo' sólo cuando se refiere a la frase 'tierra sin pueblo'".
Norman Finkelstein interpreta la frase como un intento de los sionistas de negar la nación palestina.  El historiador Avi Shlaim afirma que el eslogan empleado por Zangwill fue utilizado con fines propagandísticos, pero que desde el principio los líderes sionistas eran conscientes de que "su objetivo de establecer un estado judío en un territorio habitado por una comunidad árabe no podría lograrse sin inducir, por un medio u otro, a un gran número de árabes a abandonar Palestina".
Anita Shapira escribió que la frase era común entre los sionistas de finales del siglo XIX y principios del siglo XX y "contenía una legitimación del reclamo judío sobre la tierra y eliminaba cualquier sensación de inquietud ante la posibilidad de que apareciera un competidor para este reclamo". Boaz Neumann también escribió que los primeros pioneros sionistas usaron la frase, citando un libro de David Ben-Gurion y Yitzhak Ben-Zvi. Los escritos de los pioneros sionistas (Halutzim) estaban llenos de expresiones de Palestina como una tierra vacía y desolada.

### Como expresión de la intención de limpieza étnica
La historiadora Nur Masalha considera la frase como evidencia de la intención sionista de llevar a cabo un programa de limpieza étnica de la población árabe palestina, un programa llamado eufemísticamente "transferencia". Según Masalha, el "racismo" demográfico sionista y la obsesión sionista con la "amenaza demográfica" palestina "han influido en el pensamiento de los funcionarios israelíes desde la creación del Estado de Israel".

### Como expresión del deseo de que los árabes se vayan
Ghada Karmi y Eugene Cotran interpretan la frase como parte de una ignorancia deliberada, que no expresa una falta de conciencia de la existencia de los árabes palestinos por parte de los sionistas y, más tarde, de los israelíes, sino, más bien, el hecho de que los sionistas y los israelíes preferían pretender que los árabes palestinos no existían y el hecho de que los judíos deseaban que desaparecieran. Nur Masalha, en su contribución a una colección editada por Ghada Karmi y Eugene Cotran, cita al principal satírico israelí, Dan Ben-Amotz, quien observó que "los árabes no existen en nuestros libros de texto [para niños]. Esto, aparentemente, concuerda con los principios judeo-sionistas-socialistas que hemos recibido. "Un pueblo sin tierra regresa a una tierra sin pueblo".

### Como expresión de la inexistencia de una nación palestina
Otro grupo de académicos interpreta la frase como expresión de la controvertida afirmación de que, en los siglos XIX y XX hasta la Primera Guerra Mundial, los árabes que vivían en Palestina no constituían un grupo nacional autoconsciente, "un pueblo".  La historiadora Gertrude Himmelfarb escribió que "Shaftesbury, al igual que los sionistas posteriores, claramente entendía por "pueblo" un pueblo reconocible, una nación".
La historiadora Gudrun Krämer escribe que la frase era un argumento político que muchos tomaron erróneamente como un argumento demográfico.  Lo que significaba no era que no hubiera gente en Palestina... Más bien, significaba que quienes vivían en Palestina no eran un pueblo con historia, cultura ni derecho legítimo a la autodeterminación nacional... Palestina contenía gente, pero no un pueblo.
Steven Poole, en un libro sobre el uso del lenguaje como arma política, explica la frase así: "La afirmación específica no era la descaradamente falsa de que el territorio estaba despoblado, ni que quienes vivían allí no eran humanos, sino que no constituían 'un pueblo'; en otras palabras, se argumentaba que no tenían una concepción de la nacionalidad en el sentido occidental moderno".  Según el historiador Adam M. Garfinkle, el significado simple de la frase era que los judíos eran una nación sin Estado mientras que su patria ancestral, Israel, en ese momento (siglo XIX) no era la sede de ninguna nación.
El profesor de la Universidad de Columbia, Gil Eyal, escribe: "De hecho, ocurre lo contrario. Los sionistas nunca dejaron de debatir el nacionalismo palestino, discutiendo con él y sobre él, juzgándolo, afirmando o negando su existencia, señalando sus virtudes o vicios... La acusación de 'negación' es simplista e ignora el fenómeno histórico de un discurso polémico que gira en torno al eje central del nacionalismo árabe o palestino...".

### Como reivindicación territorial basada en la eficiencia
La teórica política Tamar Meisels considera que el argumento del eslogan cae dentro de una categoría de reivindicaciones territoriales basadas en la eficiencia lockeana en la que los estados nacionales, incluidos Australia, Argentina y los Estados Unidos, argumentan su derecho al territorio sobre la base de que el hecho de que estas tierras puedan sustentar a muchas más personas bajo su gobierno que las que eran sustentadas por los métodos de los pueblos aborígenes les confiere un derecho de posesión.